# Assuandammen
Assuandammen (arabiska: السد العالي, transkriberas as-Sad al-'Aly), även Höga dammen, är en egyptisk damm som dämmer upp Nilen. Två dammar dämmer upp Nilen på denna plats, den nyare Höga Assuandammen och den äldre Assuandammen. Syftet med byggandet av den höga dammen var att förhindra översvämningar, producera elektricitet och magasinera vatten för jordbruket. Dammen byggdes under 1960-talet, stod färdig 1970 och invigdes 1971.

## Gamla Assuandammen
Cirka sju kilometer sydväst om Assuan finns den äldre dammen. Den byggdes mellan 1899 och 1902, av britterna, för att magasinera vatten för jordbruksändamål och för att reglera Nilens vattenflöde.

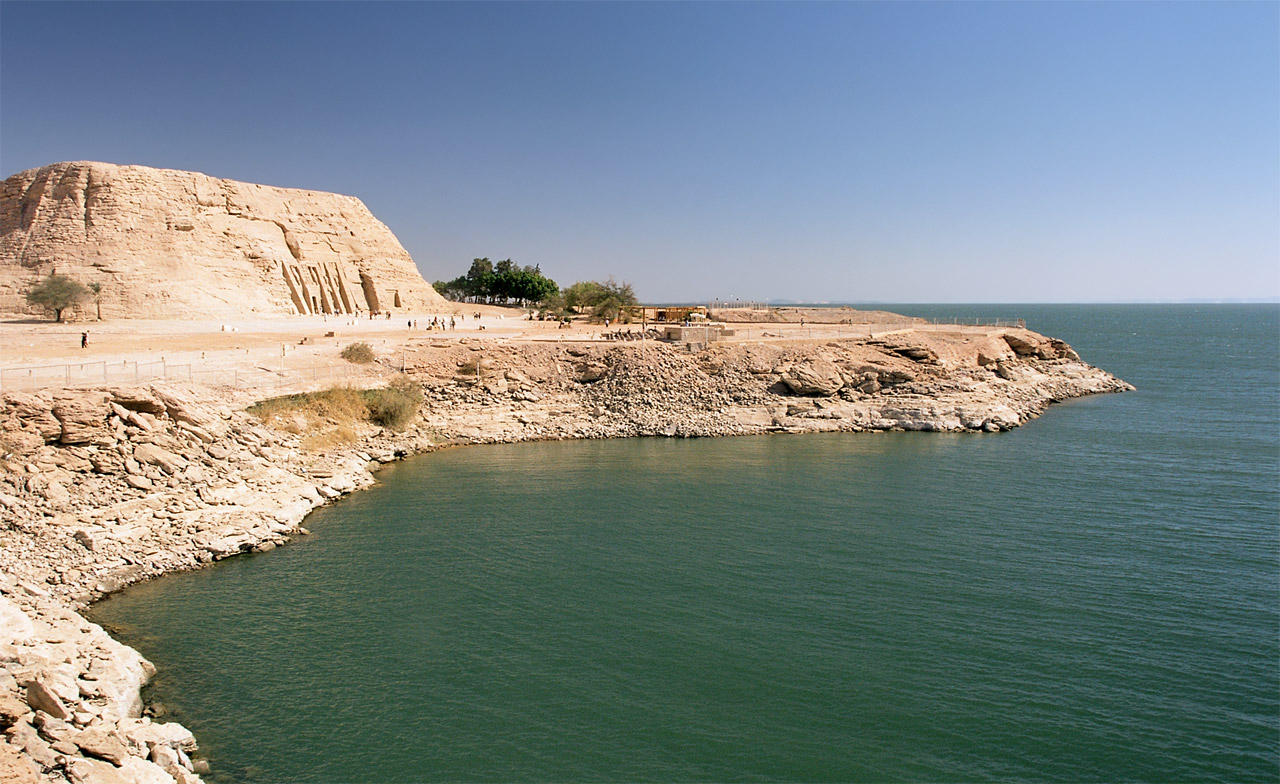
Templet vid Abu Simbel vid Nassersjöns strand, sedan det flyttats till en nivå ovan sjön.

## Nya Assuandammen
Anläggningsarbetena påbörjades 1959, sedan Egypten och Sudan hade ingått ett avtal om hur vattenresurserna skulle utnyttjas, och bygget på själva dammen påbörjades 1960. Dammen stod klar 1970.
- 1960: Dammbygget påbörjas 9 januari.[8]
- 1964: Första byggfasen avslutas, och vattenfyllningen av reservoaren påbörjas.
- 1970: Höga dammen, as-Sad al-'Aali, står färdig 21 juli.
- 1971: Officiell invigning av dammen.[9][10]
- 1976: Reservoaren fullt ut vattenfylld.
- 2011: Planer på att bygga ut dammen.[källa behövs]

Dammen är en stenfyllningsdamm som är byggd av granit, sand och svämsediment. Tätkärnan, som förhindrar att vatten kan läcka igenom dammen, består av assuanlera.
Bygget av den höga dammen skedde 1959–1971, där förarbetena påbörjades 1959 och själva dammbygget inleddes 9 januari 1960 och avslutades 1970 och utfördes i stort av den egyptiska staten. Projektet finansierades av Sovjetunionen, och som mest uppgick personalstyrkan till 32 000 man, varav 2 000 var sovjetiska ingenjörer.[källa behövs] Färdigställd blev den en av världens största fördämningar, med en höjd av 111 meter samt en bredd av 3,8 kilometer och 1 000 meter vid basen. Elkraftverket har tolv generatorer med en sammanlagd effekt på 2 100 megawatt och är den helt dominerande källan för vattenkraft i Egypten. Dammen svarade fram till 1980 för hälften av Egyptens elproduktion, men då Egyptens totala elkonsumtion ökat starkt har vattenkraftens andel minskat. 2016 var den totala vattenkraftproduktionen i Egypten 12,9 TWh vilket motsvarade knappt 7 procent av den totala elproduktionen på cirka 190 TWh.
Då Assuandammen byggdes skapades den stora Nassersjön, vilket ledde till att den ursprungliga platsen för fornområdet Abu Simbel översvämmades. Fornlämningen kunde dock räddas sedan Unesco hade tagit initiativ till en förflyttning till högre mark vilket utfördes av ett västeuropeiskt konsortium Abu Simbel Joint Venture, där bland annat de svenska företagen Skånska Cementgjuteriet och Sentab ingick.
| Anläggning    | Startår   | Toppeffekt (MW) | Produktion (TWh) 2016/2017 |
| ------------- | --------- | --------------- | -------------------------- |
| Höga dammen   | 1967      | 2 100           | 8,86                       |
| Assuan Damm 1 | 1960      | 280             | 1,49                       |
| Assuan Damm 2 | 1985/1986 | 270             | 1,55                       |
| Esna          | 1993      | 86              | 0,50                       |
| Naga Hamadi   | 2008      | 64              | 0,45                       |
| Totalt        |           |                 | 12,85                      |

## Dammens funktion och påverkan
Vid flera tillfällen har dammen fyllt sitt syfte då Nilens årliga tillflöde varit extra lågt eller högt. Nassersjöns har då reglerat vattenståndet och Egypten förskonats från missväxt. 
Som en följd av bygget tvingades en lokalbefolkning på 50 000 egyptier och 40 000 sudaneser flytta på grund av Nassersjöns utbredning. Dammen har även orsakat miljöproblem, till exempel erodering av flodbäddarna. Problemen med malaria och bilharzia har ökat efter fördämningens tillkomst. Det näringsrika slammet som tidigare gödde åkrarna stannar nu i Nassersjön och den odlade marken i Nildalen utarmas. Konstgödning har därför blivit nödvändig. Slammet lagrades tidigare vid Nilens flera utlopp i Medelhavet och byggde upp nytt land, men efter Höga Dammens tillkomst sker det omvända då erosion gröper ur kusten.

## Panorama

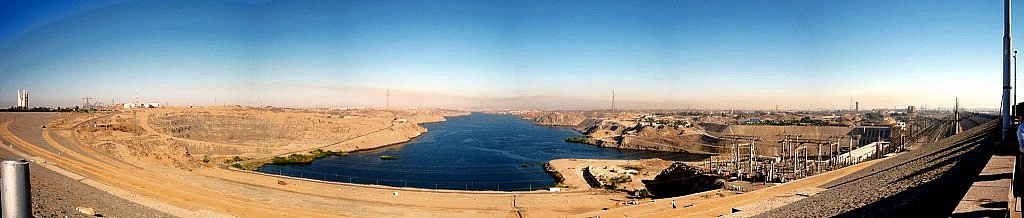
Panorama över nedströmssidan av Assuandammen.